# Флорешть (Сібіу)
Флорешть, Флорешті (рум. Florești) — село у повіті Сібіу в Румунії. Входить до складу комуни Ласля.
Село розташоване на відстані 221 км на північний захід від Бухареста, 57 км на північний схід від Сібіу, 106 км на південний схід від Клуж-Напоки, 92 км на північний захід від Брашова.

## Населення
За даними перепису населення 2002 року у селі проживали 127 осіб. Усі жителі села рідною мовою назвали румунську.
Національний склад населення села:
| Національність | Кількість осіб | Відсоток |
| -------------- | -------------- | -------- |
| румуни         | 75             | 59,1%    |
| цигани         | 45             | 35,4%    |
| угорці         | 5              | 3,9%     |